# 吉安雅县
吉安雅县（印尼语：Kabupaten Gianyar）是印度尼西亚巴厘省的一个县，位于巴厘岛东部，县治在吉安雅。全境多为丘陵地带，海拔在250至950米，县内有12条河流，多被用作农田灌溉。除农牧渔业外，旅游业是吉安雅县主要的支柱产业，最著名旅游区是巴厘岛的文化艺术中心烏布（Ubud）。

## 行政区划
吉安雅县下分为7个区（kecamatan），各区人口如下：
- Sukawati 110,429
- Blahbatuh 65,875
- Gianyar（吉安雅） 86,843
- Tampaksiring 45,818
- Ubud（乌布） 69,323
- Tegallalang 50,325
- Payangan 41,164